# Baljun
Baljun (arab. بليون) – miejscowość w Syrii, w muhafazie Idlib. W 2004 roku liczyła 6030 mieszkańców.